# ژاکلین مودینا
ژاکلین مودینا (انگلیسی: Jacqueline Moudeina؛ زادهٔ ۱۹۵۷) فعال حقوق بشر و وکیل اهل چاد است. او به خاطر تلاش‌هایش برای آوردن حبری به پای میز عدالت بخاطر جنایت علیه بشریت و همه کسانی که با حبری همکاری کرده‌اند در چاد مشهور شده‌است.

## زندگی‌نامه
ژاکلین در سال ۱۹۷۹ بدنبال شروع جنگ داخلی در چاد به دنیا آمد و تحصیلات انگلیسی خود را در دانشگاه چاد به پایان رسان و همراه با همسرش به کنگو مهاجرت کرد. آن‌ها به مدت ۱۳ سال را در جمهوری دموکراتیک کنگو زندگی کرده و سپس در سال ۱۹۹۵ به چاد بازگشتند. ژاکلین طی این مدت مدرک دکترای امور حقوق خصوصی خود را از دانشگاه برازاویل دریافت کرد. پس از دوران ترور که در طول دوران ریاست جمهوری حسین حبری رخ داد. او به عنوان وکیل در امور قانونی ثبت نام کرد و جزو اولین زنانی است که در چاد به چنین کاری مبادرت می‌کنند. سپس وی در سال ۲۰۰۴ به عنوان دبیرکل اتحادیه ترویج و دفاع از حقوق بشر در چاد برگزیده شد. به مدت ده سال او اقدام به جمع‌آوری شواهدی در زمینه سنگدلی و بی‌رحمی حسین حبری و وابستگان او کرد. در ۲۳ فوریه ۲۰۰۱ طی انتخابات ریاست‌جمهوری، مودینا در یک تظاهرات مسالمت‌آمیز مقابل سفارت فرانسه شرکت کرد تا بی‌نظمی‌های اخیر در چاد را محکوم کند. مهمت واکای، کمیسر ارشد پلیس، دستور خاتمه دادن به این تظاهرات را با استفاده از زور صادر کرد. ژاکلین، براثر انفجار یک نارنجک در طول این رویداد، مجروح شد، و یک سال را در فرانسه سپری کرد تا براثر جراحات خود بهبود یابد. طبق شهادت شاهدان، واکای دستور داده بود تا در تهاجم پلیس مودینا را هدف قرار دهند.
وی همچنین برندهٔ جوایزی همچون جایزه مارتین انالز و جایزه نوبل آلترناتیو شده‌است.

## محاکمه حبری
مودینا اولین پرونده خود علیه حبری را در سال ۲۰۰۰ به نمایندگی از هفت زن تسلیم دادگاه کرد، این درحالی بود که حبری به راحتی در جمهوری سنگال زندگی می‌کرد. قاضی پرونده حبری را به خاطر مشارکت در اقدامات شکنجه و اعتیاد به اعدام محکوم کرد. با این حال، یک سال بعد قاضی این پرونده را رد کرد و گفت قضاوت بر روی این پرونده در حوزه صلاحیت قانونی سنگال نیست. مودینا و قربانیان به نوبه خود این پرونده را به دادگاه بلژیک احاله دادند، زیرا در بلژیک قانونی وجود دارد که هر فردی در سراسر جهان مرتکب شکنجه شود، می‌تواند در دادگاه مورد محاکمه قرار گیرد.
پس از پنج سال مشورت؛ قاضی بلژیک حبری را به اتهام جنایات جنگی، جنایات علیه بشریت و نسل‌کشی محکوم کرد. یک حکم بازداشت بین‌المللی پس از آن به او محول شد و درخواست استرداد از سنگال درخواست شد. او برای ده روز دستگیر و بازداشت شد، اما دادستان سنگال به خودی خود مصمم بود که درخواست را پیگیری کند. رئیس‌جمهور سنگال، این پرونده را یک مسئله آفریقایی نامید و برای پیگیری پرونده را به اتحادیه آفریقا منتقل کرد.
در سال ۲۰۰۵، اتحادیه آفریقا از سنگال درخواست کرد حبری را به عنوان یک آفریقایی محاکمه کند و اعلام کند که هیچ‌کدام از سران دولت آفریقایی در خارج از آفریقا نباید مورد محاکمه قرار گیرند. با این حال، ۶ سال سنگال از محاکمه حبری تبری جست و او را محاکمه نکرد. مودینا در حال حاضر تلاش می‌کند تا او را از طریق سایر مجاری بین‌المللی به استرداد کند.

## جوایز
در سال ۲۰۰۲ جایزه مارتین انالز به خاطر دفاع از حقوق بشر به مودینا اعطا شد. او در سال ۲۰۰۴ به عنوان دبیرکل اتحادیه ترویج و دفاع از حقوق بشر (ATPDH) برگزیده شد؛ و در سال ۲۰۱۱ جایزهٔ حق معیشت نیز به او اهدا گردید.